# Yuk Young-soo
Yuk Young-soo (* 29. November 1925 in Okcheon, Unterprovinz Chungcheongbuk-do, Provinz Chōsen, damaliges Japanisches Kaiserreich, heutiges Südkorea; † 15. August 1974 in Seoul) war die Gattin von Präsident Park Chung-hee und von 1962 bis 1974 die dritte First Lady der Republik Korea. Sie ist die Mutter der ehemaligen südkoreanischen Präsidentin Park Geun-hye. Yuk wurde 1974 bei einem Attentat auf ihren Ehemann getötet.

## Leben

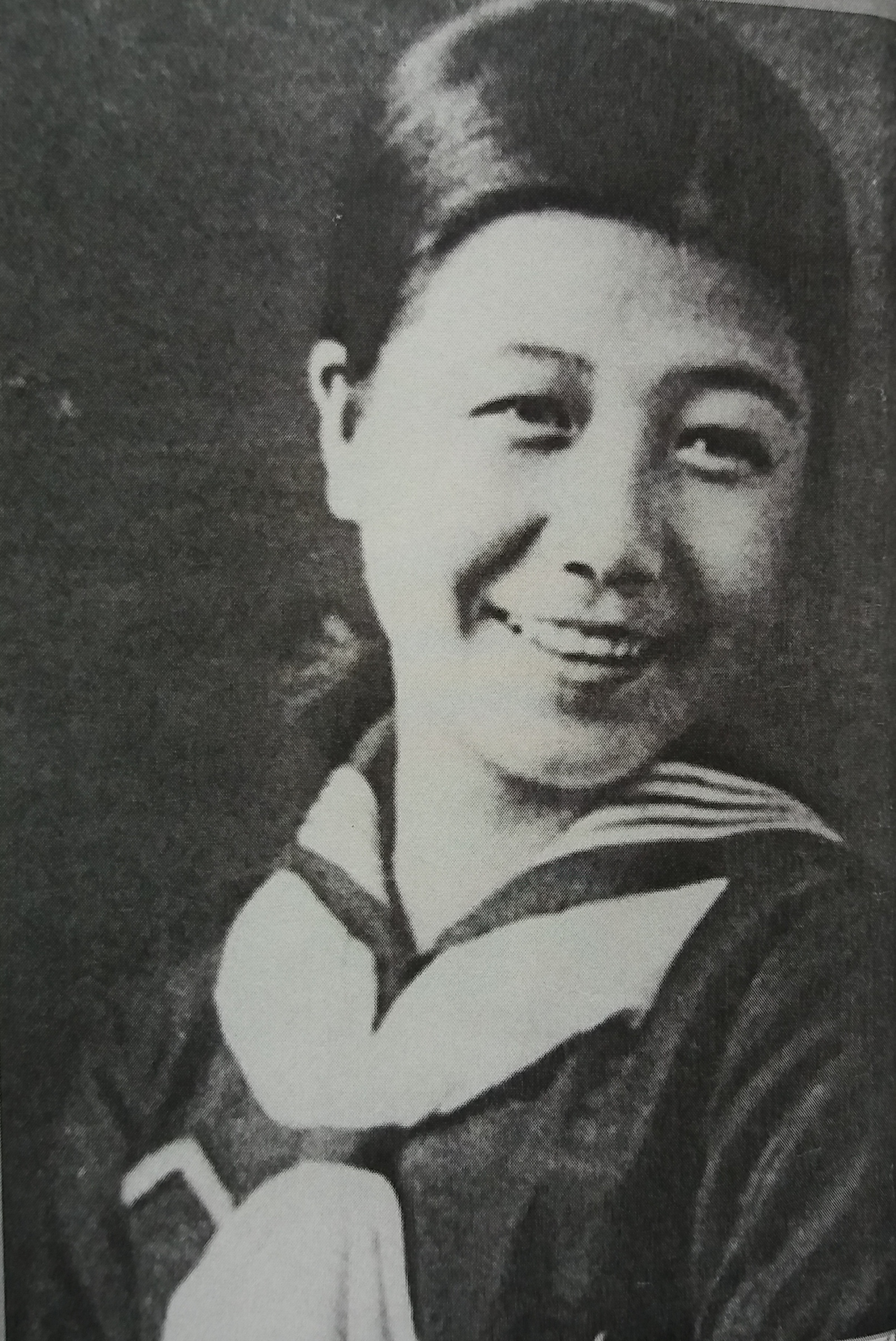
Yuk Young-soo in ihrer Jugend (1935)

Yuk war die zweite von drei Töchtern eines wohlhabenden Geschäftsmannes. Sie absolvierte die Baehwa Oberschule für Mädchen. Im August 1950 lernte sie Park Chung-hee durch einen Verwandten kennen, der unter Park beim Militär diente. Nach Ausbruch des Koreakriegs heiratete sie am 12. Dezember 1950 den geschiedenen Park Chung-hee. Während ihre Mutter die Eheschließung unterstützte, war Yuks Vater gegen die Verbindung; sie heiratete ohne seinen Segen. Yuk Young-soo und Park Chung-hee hatten drei Kinder: die Töchter Park Geun-hye sowie Park Geun-ryoung und einen Sohn Park Ji-man.
1961 putschte sich ihr Mann an die Macht, und Yuk Young-soo wurde die First Lady der neuen Militärdiktatur. Sie versuchte einen schlichten, bescheidenen Eindruck auf die Bevölkerung zu machen, trug Hanbok und wurde als „Mutter der Nation“ gezeigt, die sich Zuhause gut um ihren Mann und die Kinder kümmerte, aber auch fürsorglich wie eine Mutter um das ganze Land. Sie interessierte sich für Kinder und deren Wohlergehen und besuchte oft Waisenhäuser und Kindergärten. Während der Amtszeit ihres Mannes kümmerte sie sich hauptsächlich um den Empfang von Gästen und den Umgang mit Beschwerden aus der Bevölkerung. Sie engagierte sich auch beim Roten Kreuz und für Kinder mit Autismus.

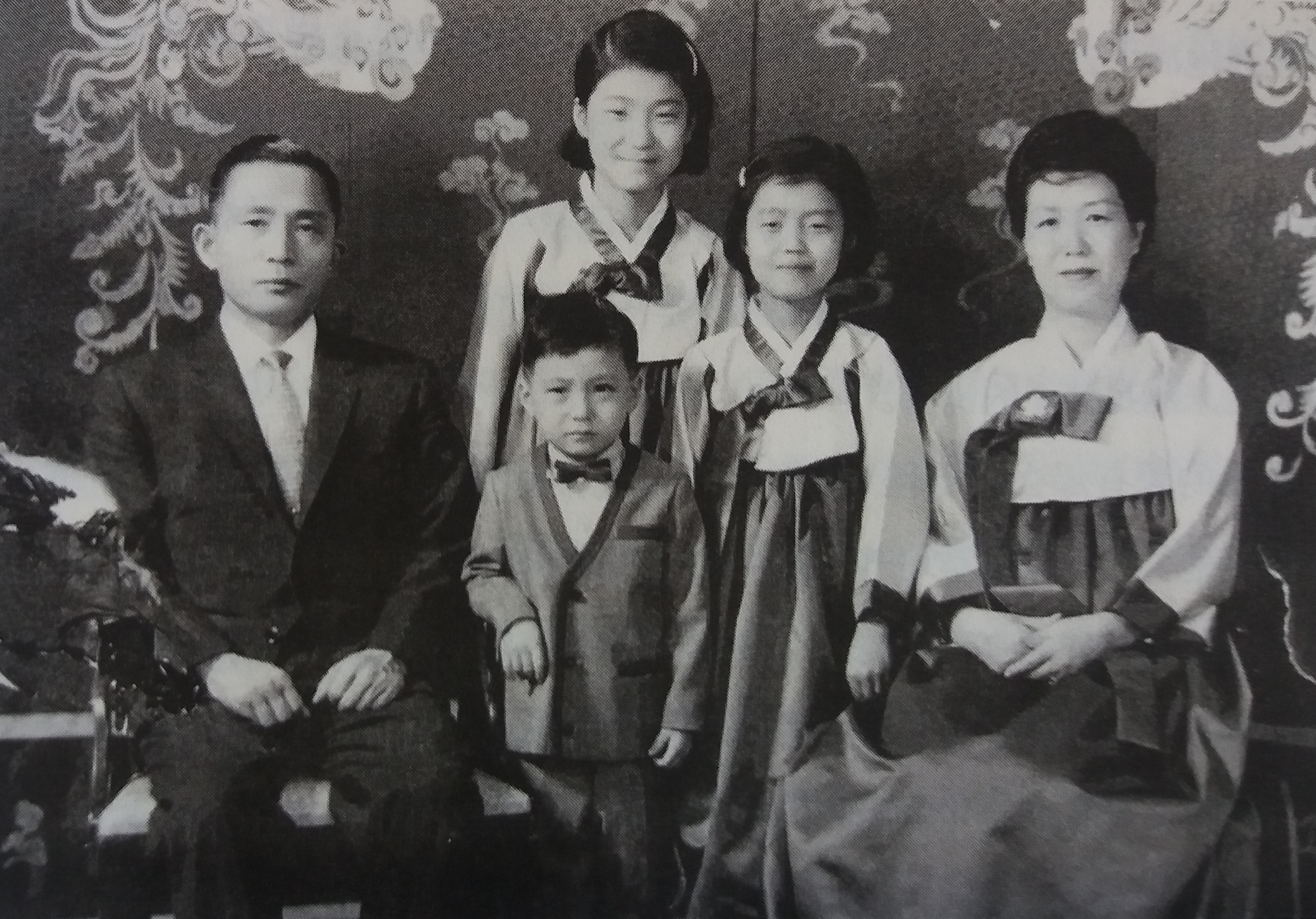
Yuk Young-soo mit Park Chung-hee und ihre Kinder, einschließlich Park Geun-hye (1957)

Sie wurde als menschennah gezeigt, besuchte Patienten, die an Lepra litten, half bei der Gründung mehrerer Selbsthilfeprojekte und förderte Projekte zur Entwicklung von Berufsbildungsinstituten für arme und benachteiligte Jugendliche. Yuk versuchte auch, ihren Ehemann politisch zu beeinflussen, insbesondere 1963, als sie den amerikanischen Botschafter Samuel D. Berger ins Blaue Haus einlud, damit dieser seine Kritik an der Militärdiktatur vortragen konnte. Park Chung-hee scherzte darüber und bezeichnete sie als „Opposition“. 1969 gründete sie die Yuk-Young-Stiftung (육영재단), die dazu beitragen soll, das Wohlergehen südkoreanischer Kinder zu verbessern.
Yuk Young-soo war Buddhistin.

### Tod
Am 15. August 1974, dem südkoreanischen Unabhängigkeitstag, um 10:23 Uhr wurde Yuk im Koreanischen Nationaltheater in Seoul in den Kopf geschossen. Der Attentäter Mun Saek-wang gehörte der koreanischen Minderheit in Japan an und war Sympathisant Nordkoreas.
Das Attentat galt ihrem Mann, der auf der Bühne eine Rede zum „Tag der Befreiung“, des Endes der japanischen Kolonialherrschaft, hielt. Mun wollte ihn schon in der Lobby erschießen, war jedoch schlecht in der Menge platziert. Er verletzte sich bei einem versehentlich abgegebenen Schuss selbst mit seiner Smith & Wesson Model 36, als er versuchte, näher an den Präsidenten heranzukommen. Hierdurch wurden die Sicherheitsleute alarmiert, aber Mun feuerte seine Waffe mehrmals ungenau in Richtung des Präsidenten ab. Die vierte Kugel traf die First Lady in den Kopf und verletzte sie schwer. Eine Kugel, die von Park Jong-gyu, einem Mitglied des Sicherheitsdienstes des Präsidenten, als Reaktion auf Muns Angriff abgefeuert wurde, prallte von einer Mauer ab und tötete den Schüler Jang Bong-hwa. Mun wurde verhaftet und die schwerverletzte First Lady abtransportiert. Ihr Mann hob noch ihre Handtasche und ihre Schuhe von der Bühne auf und folgte ihr ins Krankenhaus.
Yuk Young-soo wurde ins Seoul National University Hospital gebracht, wo sie fast fünf Stunden lang operiert wurde. Sie erlag jedoch ihren Verletzungen.
Der Attentäter, der 23-jährige Mun, wurde 4 Monate nach der Tat und nach seiner Verurteilung noch im selben Jahr exekutiert.

## Nach ihrem Tod

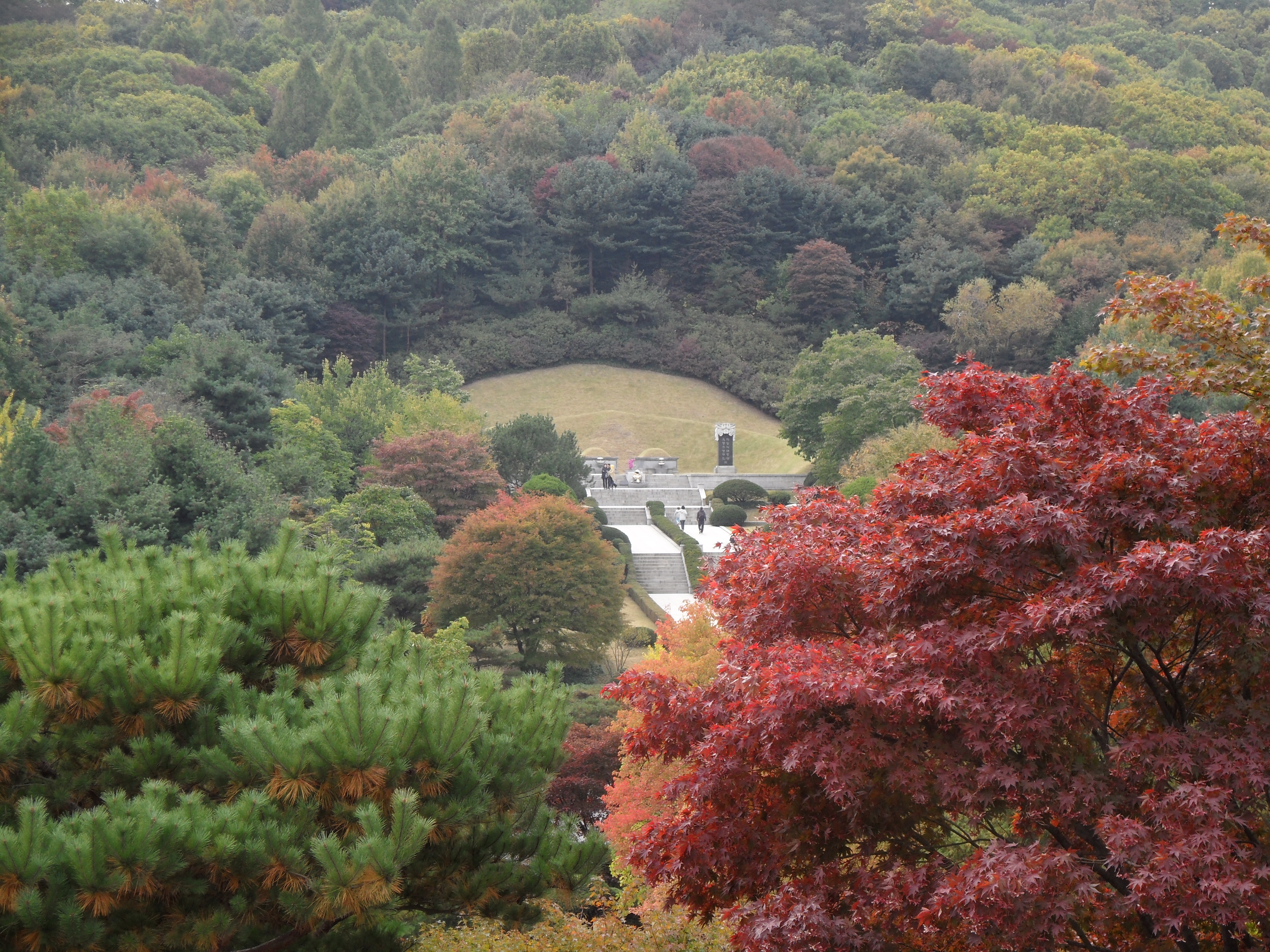
Grabanlage von Park Chung-hee und Yuk Young-soo

Yuk erhielt am 19. August 1974 ein Staatsbegräbnis. Sie wurde auf dem Nationalfriedhof Seoul beigesetzt. Ihr Ehemann wurde fünf Jahre später ermordet und neben ihr beigesetzt. Park hat einen Tag nach dem Begräbnis ein Gedicht über den Tod seiner Frau geschrieben. Dieses dient als Epitaph am Grab.
Die gemeinsame Tochter Park Geun-hye übernahm nach dem Tod der Mutter im Alter von 22 Jahren die Rolle der First Lady von Südkorea. Hierfür brach sie ihr Studium in Frankreich an der Joseph-Fourier-Universität ab und kehrte nach Südkorea zurück. Sie führte diese Rolle fünf Jahre lang aus, bis zur Ermordung ihres Vaters 1979 durch seinen eigenen Geheimdienstchef. Später kehrte Park Geun-hye ins Blaue Haus zurück und war von 2013 bis 2017 selbst Präsidentin, bis sie vom Verfassungsgericht ihres Amtes enthoben wurde.
Yuk ist in der südkoreanischen Bevölkerung auch heute noch beliebt. Zu ihrem 42. Todestag wurde in Seoul ein Konzert zu ihrem Gedenken gegeben.